# 瓦爾韋德 (加利福尼亞州)
瓦爾弗德（英語：Val Verde）是位於美國加利福尼亞州洛杉磯縣的一個人口普查指定地區。

## 地理
瓦爾弗德的座標為34°26′43″N 118°39′26″W / 34.44528°N 118.65722°W，而該地最高點為海拔高度362米（即1188英尺）。

## 人口
根據2010年美國人口普查的數據，瓦爾弗德的面積為6.644平方千米，當中陸地面積為6.644平方千米，而水域面積為0.000平方千米。當地共有人口2468人，而人口密度為每平方千米371人。